# Regeneration
『regeneration』（リジェネレーション）は、CHEMISTRYの6枚目のアルバム。2010年2月24日発売。発売元はデフスターレコーズ。

## 解説
2枚のコンセプト・アルバムを挟み、約2年ぶりの新作アルバムとなる本作。『regeneration』のタイトルが示すとおり「革新」「再生」をアルバム・テーマに掲げ、新しいCHEMISTRYを表現。ダンスを意識して制作された楽曲・歌詞・2人のビジュアルも含めて、それまでのCHEMISTRY像を覆すものとなっており、川畑・堂珍それぞれのソロ作品も収録。シングルはひとつの楽曲をメンバーそれぞれプロデュースした「Life goes on」、童子-Tとのコラボレーション曲「あの日… feat. 童子-T」のペアソング、童子-T「あの頃… feat. CHEMISTRY」をボーナス・トラックで収録。初回盤はミュージック・ビデオ・CHEMISTRYインタビュー映像が収録されたDVDが同梱。
「夜明け 〜DAWN〜」振付はCHEMISTRY + SynergyのRuiが担当、DJ KOMORIの2010年6月23日発売のミックスアルバム『WHAT'S R&B? 2010』の収録曲。「I'll steal your heart」の振付はCHEMISTRY + SynergyのKeitoが担当。
2010年7月8日放送のWOWOW特別番組『CHEMISTRY 2010 TOUR regeneration』インタビューで川端要は『regeneration』について、「一つの挑戦なんですよ。まだまだ見せた事のない自分のスタイルっていうのを100%アルバムに込めて」と語り、堂珍嘉邦は「形として雰囲気や音楽が変わっていたり、そうすることで新しい自分の気持ちの変化とかもあるだろうし再生っていうのに近いんですかね」と語った。
2010年8月7日放送スカパー!e2『MTV×DAM WANNASING KARAOKEE CHART TOP40』では「ALL MY LOVE」について堂珍は「恋愛する気持ちとか、はじけて止まらないみたいな衝動を大事に」と語った。

## 収録曲
1. Go Alone
  - 作詞：jam・川畑要／作曲：Craig McConnell・Chad Richardson・Vincent Degiorgio
2. Period
  - 作詞：川畑要／作曲：Jonas Myrin・Peter Kvint・江上浩太郎／編曲：板垣祐介

アニメ『鋼の錬金術師 FULLMETAL ALCHEMIST』第4期オープニングテーマ
3. Once Again
  - 作詞：jam・川畑要／作曲：藤本和則／編曲：渡辺剛

NHK連続テレビドラマ『チャレンジド』主題歌
4. あの日…feat. 童子-T
  - 作詞：童子-T・川畑要・堂珍嘉邦・小山内舞／作曲：童子-T・REO・豊島吉宏／編曲：REO
5. 夜明け 〜DAWN〜
  - 作詞：川畑要・MIZUE／作曲：Nina Ossoff・Kathy Sommer・Jason Nevins／編曲：UTA
6. Life goes on 〜side K〜
  - 作詞・作曲：川畑要・堂珍嘉邦・谷口尚久／編曲：Tomokazu"T.O.M"Matsuzawa

川畑プロデュース
フジテレビ系アニメ『西洋骨董洋菓子店〜アンティーク〜』オープニングテーマ
7. ALL MY LOVE / 堂珍嘉邦
  - 作詞：堂珍嘉邦・ZOOCO／作曲・編曲：K-Muto

堂珍によるソロ。
8. I'll steal your heart / 川畑 要
  - 作詞：川畑要／作曲：川畑要・UTA／編曲：UTA

川畑によるソロ。
9. Our Story
  - 作詞：只野菜摘／作曲・編曲：江上浩太郎

ゲーム『戦場のヴァルキュリア2』主題歌
10. Trico…
  - 作詞：MIZUE／作曲：田中直／編曲：前嶋康明
11. Life goes on 〜side D〜
  - 作詞・作曲：川畑要・堂珍嘉邦・谷口尚久／編曲：谷口尚久

堂珍プロデュース
フジテレビ系アニメ『西洋骨董洋菓子店〜アンティーク〜』エンディングテーマ
12. あの頃… / 童子-T feat. CHEMISTRY
  - 作詞：童子-T／作曲・編曲：童子-T・REO
13. Crossing
  - 作詞：KIKOMARU／作曲・編曲：本山清治

TOYOTA「プレミオ」・「アリオン」イメージソング
14. Heaven Can Wait
  - 作詞：相田毅／作曲：江上浩太郎／編曲：島健

## 初回限定盤DVD
1. Life goes on (MV)
2. あの頃…feat.CHEMISTRY (MV)
3. あの日…feat.童子-T (MV)
4. Period (MV)
5. Period (CHEMISTRY ver.) (MV)
6. dochin's interview
7. kawabata's interview
8. 「Period」 Music Video 解説

## 演奏

### Go Alone
- all instruments & programming：jACK
- Additional Arrangement：江上浩太郎

### Period
- all programming & other instruments：板垣祐介（SUPA LOVE）
- bass：TABOKUN

### Once Again
- strings：渡辺剛ストリングス
- guitar, sound produce, programming & other instruments：藤本和則

### あの日…feat. 童子-T
- all programming & other instruments：REO
- guitar：石成正人

### 夜明け～DAWN～
- all programming & instruments：UTA

### Life goes on ～side K～
- guitar & sound produce, all programming：Tomokazu "T.O.M" Matsuzawa

### ALL MY LOVE
- sound produce, all programming & other instruments：K-Muto
- guitar:竹内朋康

### I'll steal your heart
- sound produce, all programming & other instruments：UTA
- guitar:石成正人

### Our Story
- all programming & other instruments:：江上浩太郎（SUPA LOVE）
- guitar:土肥真生

### Trico…
- all programming & other instruments：前嶋康明
- guitar:石成正人
- drums:桜井正宏
- trumpet:佐々木史郎
- trumpet:鈴木正則
- trombone:佐野聡
- sax:臼場潤

### Life goes on ～side D～
- guitar, sound produce, strings arranged & all other instruments:谷口尚久
- strings:徳澤青弦・藤田昌彦・藤家泉子・菊池幹代

### あの頃…feat. 童子-T
- strings：弦一徹Strings
- guitar：石成正人
- all other instruments：REO

### Crossing
- all programming & other instruments：本山清治
- strings：金原千恵子strings
- guitar：加藤薫

### Heaven Can Wait
- piano：島健
- Strings：金原千恵子strings